# Oscar Uhlworm
Friedrich Heinrich Oscar Uhlworm, modernisiert Oskar Uhlworm, (* 4. August 1849 in Arnstadt; † 1929 ebenda) war ein deutscher Bibliothekar und Botaniker. Er war ab 1880 Gründer und Redakteur der Zeitschrift Botanisches Centralblatt. Ferner gründete Uhlworm im Jahre 1884 die Bibliotheca botanica.

## Leben
Oscar studierte Naturwissenschaften und wurde 1874 zunächst Assistent und dann 1880 Kustos der Bibliothek der Universität Leipzig. Bereits im darauffolgenden Jahr wechselte er als Stadtbibliothekar an die Murhardschen Bibliothek in Kassel. Im Jahre 1901 folgte er den Ruf an die Königlich Preußische Staatsbibliothek zu Berlin, wo er zum Oberbibliothekar ernannt wurde. In der Schaperstraße 2–3 in Berlin W. 50. nahm er seinen Wohnsitz. Im darauffolgenden Jahr erhielt er den Professor-Titel verliehen. Gleichzeitig war ihm die Leitung des Deutschen Büros der internationalem Bibliographie übertragen worden.
Für seine Verdienste um das Bibliothekswesen wurde er im Jahre 1912 zum Geheimen Rat ernannt, bevor er 1915 in den Ruhestand trat und sich in Arnstadt zur Ruhe setzte, wo er sich seinen botanischen Studien widmete. Noch zu Lebzeiten ließ er 1920 einen Großteil seiner Bibliothek öffentlich bei Oswald Weigel in Leipzig versteigern.

## Werke (Auswahl)
- Arnstadt im hohen Mittelalter mit einem Exkurs zu den Ruinen der Alteburg. Sonderdruck aus: Programm des Fürstlichen Gymnasiums zu Arnstadt vom 2. April 1873, Arnstadt, 1997.